# 渗津河
渗津河，位于中华人民共和国辽宁省西南部的一条河流，是大凌河左岸支流，发源于凌源市三家子蒙古族乡宣杖子村以南的平顶山，向北流注入老厂子水库，出库后向西北流，在沟门子镇碾房杖子村转东北流，经沟门子镇、三家子乡，自四合当镇奈曼营子村西南起成为凌源市与喀喇沁左翼蒙古族自治县之间的界河，在喀左县山嘴子镇黄家店村进入喀左县境内，于平房子镇桃花池村东北汇入大凌河。河流全长76.2千米，流域面积728.3平方千米，河道平均比降2.04‰，年均径流量7553.9万立方米。